# Liste der Boxweltmeister im Fliegengewicht
Diese Liste der Boxweltmeister im Fliegengewicht bietet sowohl eine Übersicht über alle universellen Boxweltmeister als auch alle des ehemaligen Verbandes NYSAC sowie alle des Verbandes NBA (die NBA wurde im Jahre 1962 in WBA umbenannt) und alle der vier anerkannten und aktuell tätigen Weltverbände (WBC, WBA, IBF, WBO) im Fliegengewicht in chronologischen Reihenfolgen in separaten Tabellen. Die WBA-Superchampions sind sowohl in der chronologischen WBA-Tabelle als auch in einer separaten Tabelle gelistet. Der Status des Superchampions der WBA ist höher gereiht als der des regulären. Daher ist der WBA-Superchampion der eigentliche Weltmeister. Die WBO gehört erst seit 2007 zu den bedeutenden Verbänden.

## Universal
| Nr. | Weltmeister            | Von                | Bis                |
| --- | ---------------------- | ------------------ | ------------------ |
| 1   | Sid Smith              | 11. April 1913     | 2. Juni 1913       |
| 2   | Bill Ladbury           | 2. Juni 1913       | 26. Januar 1914    |
| 3   | Percy Jones            | 26. Januar 1914    | 15. Mai 1914       |
| 4   | Joe Symonds            | 15. Mai 1914       | 16. November 1914  |
| 5   | Jimmy Wilde            | 16. November 1914  | 25. Januar 1915    |
| 6   | Joe Symonds (2)        | 25. Januar 1915    | 18. Oktober 1915   |
| 7   | Jimmy Wilde (2)        | 14. Februar 1916   | 18. Juni 1923      |
| 8   | Pancho Villa           | 18. Juni 1923      | 14. Juli 1925      |
| 9   | Fidel LaBarba          | 22. August 1925    | 25. August 1927    |
| 10  | Pinky Silverberg       | 22. Oktober 1927   | 4. Dezember 1927   |
| 11  | Corporal Izzy Schwartz | 16. Dezember 1927  | 1929               |
| 12  | Frenchy Belanger       | 19. Dezember 1927  | 6. Februar 1928    |
| 13  | Frankie Genaro         | 9. Juni 1928       | 31. Oktober 1931   |
| 14  | Émile Pladner          | 2. März 1929       | 18. April 1929     |
| 15  | Midget Wolgast         | 21. März 1930      | 16. September 1935 |
| 16  | Victor Perez           | 26. Oktober 1931   | 23. Februar 1932   |
| 17  | Jackie Brown           | 31. Oktober 1932   | 8. September 1935  |
| 18  | Benny Lynch            | 8. September 1935  | 29. Juni 1938      |
| 19  | Small Montana          | 16. September 1935 | 19. Januar 1937    |
| 20  | Peter Kane             | 22. September 1938 | Mai 1939           |
| 21  | Little Dado            | 14. Dezember 1939  | 1942               |
| 22  | Jackie Paterson        | 19. Juni 1943      | 31. Juli 1947      |
| 23  | Rinty Monaghan         | 20. Oktober 1947   | 30. März 1950      |
| 24  | Terry Allen            | 25. April 1950     | 1. August 1950     |
| 25  | Dado Marino            | 1. August 1950     | 19. Mai 1952       |
| 26  | Yoshio Shirai          | 19. Mai 1952       | 26. November 1954  |
| 27  | Pascual Pérez          | 26. November 1954  | 16. April 1960     |
| 28  | Pone Kingpetch         | 16. April 1960     | 10. Oktober 1962   |
| 29  | Fighting Harada        | 10. Oktober 1962   | 12. Januar 1963    |
| 30  | Pone Kingpetch (2)     | 12. Januar 1963    | 18. Juli 1963      |
| 31  | Hiroyuki Ebihara       | 18. Juli 1963      | 23. September 1964 |
| 32  | Pone Kingpetch (3)     | 23. September 1964 | 23. April 1965     |
| 33  | Salvatore Burruni      | 23. April 1965     | 14. Juni 1966      |
| 34  | Walter McGowan         | 14. Juni 1966      | 19. September 1967 |

## NYSAC
| Nr. | Weltmeister      | Von                | Bis                | Anzahl der Titelverteidigungen |
| --- | ---------------- | ------------------ | ------------------ | ------------------------------ |
| 1   | Isadore Schwartz | 16. Dezember 1927  | 9. Februar 1930    | 5                              |
| 2   | Midget Wolgast   | 21. März 1930      | 16. September 1935 | 3                              |
| 3   | Small Montana    | 16. September 1935 | 23. Mai 1937       | 1                              |

## WBC
| Weltmeister               | Amt       |
| ------------------------- | --------- |
| Pone Kingpetch            | 1963      |
| Hiroyuki Ebihara          | 1963–1964 |
| Pone Kingpetch (2)        | 1964–1965 |
| Salvatore Burruni         | 1965      |
| Horacio Accavallo         | 1966–1968 |
| Chartchai Chionoi         | 1968–1968 |
| Efren Torres              | 1969–1970 |
| Chartchai Chionoi (2)     | 1970      |
| Erbito Salavarria         | 1970–1971 |
| Betulio González          | 1972      |
| Venice Borkhorsor         | 1972–1973 |
| Betulio González (2)      | 1973–1974 |
| Shōji Oguma               | 1974–1975 |
| Miguel Canto              | 1975–1979 |
| Chan-Hee Park             | 1979–1980 |
| Shōji Oguma (2)           | 1980–1981 |
| Antonio Avelar            | 1981–1982 |
| Prudencio Cardona         | 1982      |
| Freddy Castillo           | 1982      |
| Eleoncio Mercedes         | 1982–1983 |
| Charlie Magri             | 1983      |
| Frank Cedeno              | 1983–1984 |
| Kōji Kobayashi            | 1984      |
| Gabriel Bernal            | 1984      |
| Sot Chitalada             | 1984–1988 |
| Yong Kang Kim             | 1988–1989 |
| Sot Chitalada (2)         | 1989–1991 |
| Muangchai Kittikasem      | 1991–1992 |
| Yuri Arbachakov           | 1992–1997 |
| Chatchai Sasakul          | 1997–1998 |
| Manny Pacquiao            | 1998–1999 |
| Medgoen Singsurat         | 1999–2000 |
| Malcolm Tuñacao           | 2000–2001 |
| Pongsaklek Wonjongkam     | 2001–2007 |
| Daisuke Naitō             | 2007–2009 |
| Kōki Kameda               | 2009–2010 |
| Pongsaklek Wonjongkam (2) | 2010–2012 |
| Sonny Boy Jaro            | 2012      |
| Toshiyuki Igarashi        | 2012–2013 |
| Akira Yaegashi            | 2013–2014 |
| Roman Gonzalez            | 2014–2016 |
| Juan Hernandez Navarrete  | 2017      |
| Daigo Higa                | 2017–2018 |
| Cristofer Rosales         | 2018      |
| Charlie Edwards           | seit 2018 |

## NBA
| Nr. | Weltmeister        | Von               | Bis                | Anzahl der Titelverteidigungen |
| --- | ------------------ | ----------------- | ------------------ | ------------------------------ |
| 1   | Fidel LaBarba      | 22. August 1925   | 1927               | 1                              |
| 2   | Pinky Silverberg   | 22. Oktober 1927  | November 1927      | 0                              |
| 3   | Frenchy Belanger   | 19. Dezember 1927 | 6. Februar 1928    | 0                              |
| 4   | Frankie Genaro     | 6. Februar 1928   | 2. März 1929       | 3                              |
| 5   | Émile Pladner      | 2. März 1929      | 18. April 1929     | 0                              |
| 6   | Frankie Genaro (2) | 18. April 1929    | 26. Oktober 1931   | 8                              |
| 7   | Victor Perez       | 26. Oktober 1931  | 31. Oktober 1932   | 0                              |
| 8   | Jackie Brown       | 31. Oktober 1932  | 9. September 1935  | 3                              |
| 9   | Benny Lynch        | 9. September 1935 | 29. Juni 1938      | 1                              |
| 10  | Little Dado        | 21. Februar 1941  | 1943               | 0                              |
| 11  | Rinty Monaghan     | 20. Oktober 1947  | 30. September 1949 | 1                              |

## WBA
| Weltmeister                | Amt       |
| -------------------------- | --------- |
| Fighting Harada            | 1962–1963 |
| Pone Kingpetch             | 1963      |
| Hiroyuki Ebihara           | 1963–1964 |
| Pone Kingpetch (2)         | 1964–1965 |
| Salvatore Burruni          | 1965      |
| Horacio Accavallo          | 1966–1968 |
| Hiroyuki Ebihara (2)       | 1969      |
| Bernabe Villacampo         | 1969–1970 |
| Berkrerk Chartvanchai      | 1970      |
| Masao Ohba                 | 1970–1973 |
| Chartchai Chionoi          | 1973–1974 |
| Susumu Hanagata            | 1974–1975 |
| Erbito Salavarria          | 1975–1976 |
| Alfonso López              | 1976      |
| Guty Espadas               | 1976–1978 |
| Betulio González           | 1978–1979 |
| Luis Ibarra                | 1979–1980 |
| Tae Shik Kim               | 1980      |
| Peter Mathebula            | 1980–1981 |
| Santos Benigno Laciar      | 1981      |
| Luis Ibarra (2)            | 1981      |
| Juan Herrera               | 1981–1982 |
| Santos Benigno Laciar (2)  | 1982–1985 |
| Hilario Zapata             | 1985–1987 |
| Fidel Bassa                | 1987–1989 |
| Jesus Kiki Rojas           | 1989–1990 |
| Yul-Woo Lee                | 1990      |
| Leopard Tamakuma           | 1990–1991 |
| Elvis Álvarez              | 1991      |
| Yong Kang Kim              | 1991–1992 |
| Aquiles Guzmán             | 1992      |
| David Grimán               | 1992–1994 |
| Saen Sor Ploenchit         | 1994–1996 |
| José Bonilla               | 1996–1998 |
| Hugo Rafael Soto           | 1998–1999 |
| Leo Gámez                  | 1999      |
| Sornpichai Kratingdaenggym | 1999–2000 |
| Eric Morel                 | 2000–2003 |
| Lorenzo Parra              | 2003–2007 |
| Takefumi Sakata            | 2007–2008 |
| Denkaosan Kaovichit        | 2008–2010 |
| Daiki Kameda               | 2010–2011 |
| Luis Concepción            | 2011      |
| Hernan Marquez             | 2011–2012 |
| Brian Viloria              | 2012–2013 |
| Juan Carlos Reveco         | 2012–2015 |
| Juan Francisco Estrada     | 2013–2016 |
| Kazuto Ioka                | 2015–2017 |
| Artem Dalakian             | seit 2017 |

### WBA-Superchampions
| Weltmeister            | Amt       |
| ---------------------- | --------- |
| Brian Viloria          | 2012–2013 |
| Juan Francisco Estrada | 2013–2016 |

## IBF
| Weltmeister           | Amt       |
| --------------------- | --------- |
| Kwon Soon-Chun        | 1983–1985 |
| Jong Kwan Chung       | 1985–1986 |
| Chung Bi-Won          | 1986      |
| Shin Hi-Sup           | 1986–1987 |
| Dodie Boy Peñalosa    | 1987      |
| Choi Chang-ho         | 1987–1988 |
| Rolando Bohol         | 1988      |
| Duke McKenzie         | 1988–1989 |
| Dave McAuley          | 1989–1992 |
| Rodolfo Blanco        | 1992      |
| Pichit Sithbanprachan | 1992–1994 |
| Francisco Tejedor     | 1995      |
| Danny Romero          | 1995–1996 |
| Marc Johnson          | 1996–1999 |
| Irene Pacheco         | 1999–2004 |
| Vic Darchinyan        | 2004–2007 |
| Nonito Donaire        | 2007–2009 |
| Moruti Mthalane       | 2009–2014 |
| Amnat Ruenroeng       | 2014–2016 |
| John Riel Casimero    | 2016      |
| Donnie Nietes         | 2017–2018 |
| Moruti Mthalane       | seit 2018 |

## WBO
| Weltmeister            | Amt       |
| ---------------------- | --------- |
| Elvis Álvarez          | 1989–1990 |
| Isidro Perez           | 1990–1992 |
| Pat Clinton            | 1992–1993 |
| Jacob Matlala          | 1993–1995 |
| Alberto Jiménez        | 1995–1996 |
| Carlos Gabriel Salazar | 1996–1998 |
| Ruben Sanchez Leon     | 1998–1999 |
| José López Bueno       | 1999      |
| Isidro García          | 1999–2000 |
| Fernando Montiel       | 2000–2001 |
| Adonis Rivas           | 2002      |
| Omar Andrés Narváez    | 2002–2010 |
| Julio Cesar Miranda    | 2010–2011 |
| Brian Viloria          | 2011–2013 |
| Juan Francisco Estrada | 2013–2016 |
| Zhou Shiming           | 2016–2017 |
| Sho Kimura             | 2017–2018 |
| Kōsei Tanaka           | seit 2018 |